# Junction Boulevard
Junction Boulevard (già Junction Avenue) è una stazione della metropolitana di New York situata sulla linea IRT Flushing. La stazione, situata a Corona, Queens, è servita dalle seguenti linee:
- 7 Flushing Local, attiva 24 ore al giorno, 365 giorni l'anno;[2]
- 7 Flushing Express, attiva dalle 6.30 alle 10.00 e dalle 15.00 alle 21.30 nella direzione di massimo afflusso.[2]

Al 2013, con i suoi 6 816 700 passeggeri è la sessantaduesima stazione più trafficata del sistema.

## Storia
La stazione, costruita come parte del prolungamento della linea IRT Flushing da Queensboro Plaza a 103rd Street, venne inaugurata il 21 aprile 1917. Pur appartenendo alla Brooklyn-Manhattan Transit Corporation, la stazione era servita dalle linee dell'Interborough Rapid Transit Company in seguito alle disposizioni dei Dual Contracts, che prevedevano la gestione congiunta, tra le due società, delle linee BMT Astoria e IRT Flushing.
Nel 1940 il nome della stazione mutò da Junction Avenue all'attuale Junction Boulevard.

## Strutture e impianti

### Architettura
Entrambe le banchine ad isola possiedono delle pensiline rosse, con una struttura color verde, sostenute da colonne, anch'esse verdi e situate lateralmente, che sono più larghe alla cima.

### Configurazione
La stazione di Junction Boulevard possiede due banchine ad isola e tre binari; i due binari esterni vengono utilizzati dalla linea 7 Flushing Local, mentre quello centrale dalla linea 7 Flushing Express.
La stazione ha quattro scale, una in ogni angolo dell'incrocio tra Junction Boulevard e Roosevelt Avenue, che portano in un mezzanino situato sotto il piano binari, dove ci sono i tornelli. Dal 2007, la stazione è accessibile alle persone affette da disabilità, in seguito alla realizzazione di un ascensore che arriva fino ad un sovrappasso situato sopra il piano binari. All'interno del sovrappasso, a cui si accede attraverso due tornelli a tutta altezza, si trovano gli ascensori per le due banchine ad isola.

## Interscambi
Presso la stazione transita la linea automobilistica Q72 gestita da MTA Bus, che la collega all'aeroporto Fiorello LaGuardia.
- Fermata autobus